# San Marcos (Santiago de Compostel·la)

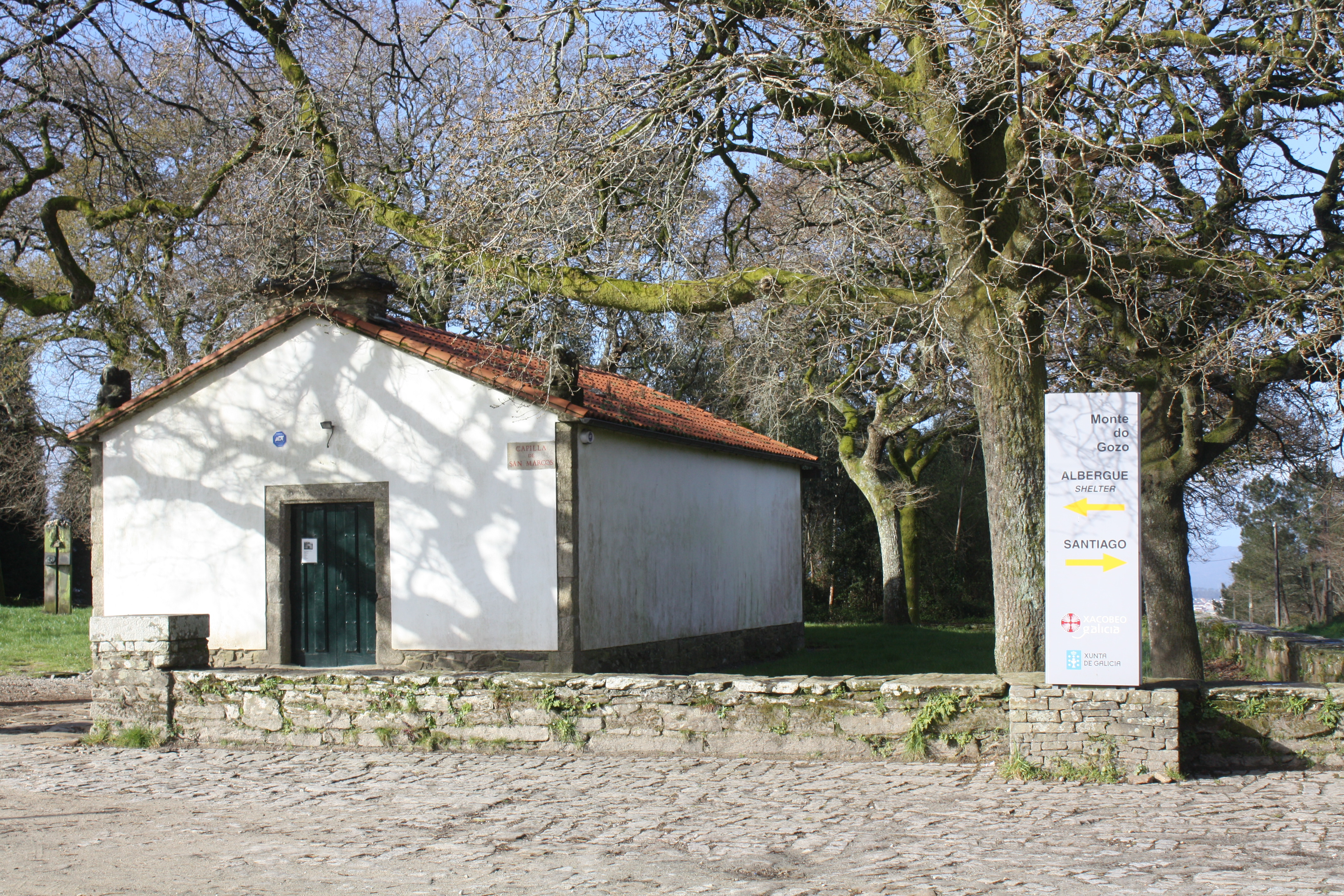
Capella de San Marcos

San Marcos és un llogaret de la parròquia de Bando, al municipi de Santiago de Compostel·la, a la província de la Corunya.
Es troba al nord-est de la ciutat, a la carretera que la uneix amb l'aeroport. El 2022 tenia una població de 760 habitants segons l'IGE.
A San Marcos es troben les instal·lacions de la Televisión de Galicia.